# پارکوی ویلیج (کنتاکی)
پارکوی ویلیج (به انگلیسی: Parkway Village) شهری در ایالت کنتاکی کشور ایالات متحده آمریکا است که جمعیت آن در سرشماری سال ۲۰۱۰ میلادی، ۶۵۰ نفر بوده‌است.